# Franz Raveaux

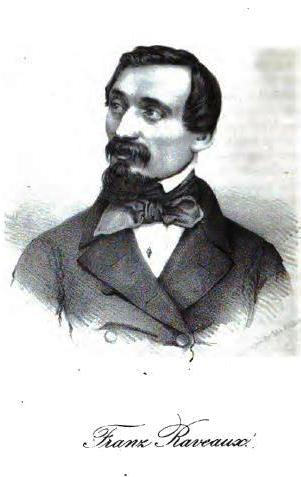
Franz Raveaux

Franz Raveaux (* 29. April 1810 in Köln als François Raveaux; † 13. September 1851 in Laeken bei Brüssel) war ein deutscher Publizist und Karnevalist, der als Vertreter der Demokratiebewegung an der Revolution von 1848 und der Reichsverfassungskampagne teilnahm. Er war Mitglied der Frankfurter Nationalversammlung, des Fünfzigerausschusses und der Reichsregentschaft 1849.

## Jugend
Franz Raveaux stammt aus einem republikanischen Elternhaus. Sein Vater Pierre Raveaux (* 1774 in Autun/Burgund, † 1851 in Köln) war als Berufssoldat und Magazinverwalter mit den französischen Revolutionstruppen über Mainz und Bonn 1794 nach Köln gekommen. Dort lernte er seine spätere Ehefrau Anne Maria Maaß (* 1776 in Köln, † 1849) kennen, die er 1797 in Bonn heiratete. Franz Raveaux kam als viertes von sechs Kindern in der Kölner Severinstraße Nr. 6938 ½ (ehemaliges Karmeliterkloster) zur Welt und opponierte schon als Jugendlicher gegen despotische Schulformen, als er ab Oktober 1820 das Kölner Karmelitergymnasium besuchte. Im Juli 1823 wurde er wegen der Verwicklung in eine Schlägerei mit einer Gruppe Kölner Handwerksgesellen und dem Abfeuern einer Schlüsselbüchse von der Schule verwiesen und scheiterte auch bei dem anschließenden Versuch, ab 1825 die Düsseldorfer Malerschule zu absolvieren. Er verließ sie noch im Dezember 1825.

## Soldat
Schließlich trat Raveaux 1829 in den Dienst der preußischen Armee, wo er zu einem Dragonerregiment kam. Hier legte er sich mit Vorgesetzten an, was zu einem Ermittlungsverfahren gegen ihn führte. Um sich der drohenden Verurteilung zu entziehen, desertierte Raveaux aus einer siebenmonatigen Untersuchungshaft in der Deutzer Militärfestung nach Belgien, wo er sich im September 1830 der Belgischen Revolution gegen das Königreich Holland anschloss und in Brüssel für die Befreiung Belgiens von niederländischer Vorherrschaft kämpfte. Im Jahre 1831 ging er nach Paris und trat der neu gegründeten französischen Fremdenlegion bei.
Für diese zog er nach Spanien, um dort ab 1833 am Ersten Carlistenkrieg teilzunehmen. In dessen Verlauf geriet er 1835 in Gefangenschaft. Im Spätherbst 1836 kehrte er nach Köln zurück, worüber ein Polizeispitzel für den Berliner Staatsschutz einen Bericht verfasste. Diesem Bericht zufolge kam Raveaux am 21. November 1836 mit dem Dampfschiff von Mainz nach Köln im Besitz eines spanischen Passes.

## Rückkehr nach Köln
Zunächst verbüßte er hier einen dreiwöchigen Arrest, weil er 1830 desertiert war. Danach heiratete er am 5. Oktober 1837 die Deutzer Porzellanhändlerstochter Brigitta Neukirchen (* 28. Dezember 1818 in Köln-Deutz, † 3. Oktober 1879 in Wiesbaden-Biebrich). Unklar ist die Art, Dauer und Reihenfolge der beruflichen Tätigkeiten von Raveaux in den nächsten Jahren. Offenbar versuchte er „mit Hilfe seines Schwiegervaters ... (den) Einstieg in den Handel mit Porzellanöfen ... ohne Erfolg“. Neukirchen gibt seinem Schwiegersohn schließlich 1837 Geld für ein Zigarrengeschäft auf der Kölner Hohe Straße 78 (damals Hochstraße), das zunächst erfolgreich beginnt, aber 1838 doch in Konkurs geht. Danach arbeitet Raveaux wohl ab 1840 als Schriftleiter und als Redakteur im Greven Verlag. Er zog Ende 1839 nach Blankenheim (Ahr) und gründete dort ein Modegeschäft, das 1841 ebenfalls in Konkurs geriet. Sein anhaltender Streit mit dem örtlichen Bürgertum veranlasste Raveaux zu seiner ersten, 1842 anonym erschienenen und in Knittelversen verfassten Broschüre Die Bürgermeisterwahl zu Blankenheim.
Seit dem Sommer 1841 war Raveaux als Auswanderungsmakler in der Eifel und in Antwerpen tätig, wobei er den verarmten Ahrwinzern die Ausreise in die USA vermittelte. Die zunächst in der zeitgenössischen Literatur kritisierte Tätigkeit wird durch die Aktenlage im Landeshauptarchiv Koblenz relativiert. Vielmehr hatten Raveaux (und Partner Peter Josef Wichterich) in der Eifel recht erfolgreich für die Amerika-Auswanderung deutscher Bürger geworben. Am 13. Juni 1842 ließen die beiden Flugblätter drucken, auf denen zahlreiche Auswanderer die gute Qualität der Vermittlungsarbeit von Raveaux und Wichterich bestätigten. Am 26. Juni 1842 wurden die „Zettel“ von den Behörden entdeckt und gegen beide Unterzeichner Ermittlungen eingeleitet. Eine am 30. Juni 1842 erstattete Anzeige gegen Raveaux und Wichterich, die von jetzt ab behördlich streng überwacht wurden, um ihnen Straftaten nachweisen zu können, wurde verworfen. Insgesamt erbrachten die polizeilichen Ermittlungen keine brauchbaren Erkenntnisse, so dass die Behörden (intern) den beiden auch nicht mehr vorwarfen, zur Auswanderung „zu verleiten“. Am 16. März 1843 schreibt Oberpräsident Eduard von Schaper an die königliche Regierung in Koblenz, dass man Gesetzesübertretungen durch Raveaux und Wichterich nicht nachweisen könne.
Im Jahre 1843 zog Raveaux verarmt zurück nach Köln. Hier übernahm er den Posten als Chefredakteur des im Greven-Verlag erscheinenden „Cölnischen Anzeigers“. Im Januar 1844 gelang es ihm, mit einem elterlichen Kredit von 800 Thalern sich als Tabakhändler und Grundstücksspekulant in der Kölner Gesellschaft zu etablieren und auch finanzielle Erfolge zu verbuchen. Der Laden befand sich 1845 an bester Adresse, der Kölner Hohe Straße. Raveaux führte den Laden bis Februar 1849. Die behördlichen Instanzen hatten Raveaux zu diesem Zeitpunkt längst als Staatsfeind identifiziert und mit Diskriminierungen begonnen; doch konnte dies seine Popularität nicht schmälern. 1844 erlangte er erstmals öffentliche Aufmerksamkeit, als er bei der Wahl des Vorstands zum Verein der Dombaufreunde den dortigen Kölner Klüngel bei der Vergabe der Vorstandsposten beendete. Zu den Oppositionellen gehörte er am 1. Januar 1844 auch in der Großen Karnevalsgesellschaft, als er zur Wahl des Vorstands die Stimmenmehrheit forderte und dadurch selbst in den „kleinen Rath“ gelangte. Dort war er Widerpart des konservativen Präsidenten Peter Leven. Zunächst Mitglied des älteren „Hanswurstlichen Parlaments“, warf der aktive Büttenredner Raveaux seiner Gesellschaft Klüngel, die Bevorzugung Reicher und Despotie vor, verließ sie im Streit und gründete gemeinsam mit den „Eisenrittern“ im Jahre 1844 die neue Gesellschaft „Die jüngere Gesellschaft“, auch „Die Allgemeine Karnevalsgesellschaft“ genannt. In der klüngelfreien Allgemeinen Carnevalsgesellschaft gab es einen niedrigeren Mitgliederbeitrag als in der etablierten. Nach der Trennung in zwei Karnevalsgesellschaften hatte es in Köln zwei Jahre lang zwei Rosenmontagszüge gegeben. Ein einheitlicher Rosenmontagszug ging 1846 unter dem Motto „Zug der Allgemeinen Karnevalsgesellschaft“.

## Politische Tätigkeit
Am 10. November 1844 wird Raveaux in das vorbereitende Komitee des Kölner Allgemeinen Hülfs- und Bildungsvereins gewählt, der das Wohl der „arbeitenden Klassen“ fördern soll. Raveaux tritt erst am 2. August 1846 wieder in Erscheinung, als man in Köln die traditionelle Martinskirmes feierte. Das war eine alljährlich in der Kölner Altstadt veranstaltete Kirmes, die im August 1846 Anlass für Konflikte zwischen Staat, wohlhabendem Bürgertum und katholischer Kirche auf der einen und der ärmeren Bevölkerungsschicht auf der anderen Seite gab. Ruhig heimkehrende und an den Ausschreitungen unbeteiligte Bürger wurden von Polizei und preußischen Soldaten verfolgt und attackiert. Auslöser waren verbotene Feuerwerkskörper und Steinwürfe Jugendlicher. Sieben Personen werden zum Teil schwer verletzt, ein unbeteiligter Fassbindergeselle wird getötet und später am 6. August 1846 in Begleitung von 5.000 Menschen auf dem Melaten-Friedhof zu Grabe getragen. Raveaux sorgte bei der Stadtregierung dafür, dass die Soldaten in ihren Kasernen blieben. Unter der Führung von Franz Raveaux wird am 5. August 1846 zum Schutz der Bürger die Bildung einer unbewaffneten Bürgerwehr durchgesetzt.
Raveaux fasst unter dem 26. August 1846 die Ereignisse in der Stadt in einer 88-seitigen Schrift zusammen. Hierin schildert er, wie die Ordnungskräfte versuchten, den Umzug am zweiten Kirmestag, dem 3. August 1846, auf dem Alter Markt zu unterdrücken. Diese Eingriffe der Ordnungshüter waren Raveaux’ Ansicht nach die Ursache für die schweren Ausschreitungen am 4. August 1846, als gegen 18 Uhr Polizei und Soldaten den Alter Markt besetzten. Als Steine flogen, wurde das Volk mit Waffengewalt zurückgetrieben. In der Folge wurden Häuser von Soldaten in zahlreichen Straßen durchsucht und Wohnungsimmobiliar von Unbeteiligten demoliert. Raveaux gehörte der Berichterstattungskommission an, die die Vorkommnisse aufarbeiten sollte und wurde zu deren Präsidenten ernannt. Doch wurde die Arbeit der Kommission durch eine von „General-Procurator“ (heute: Staatsanwalt) Heinrich Karl Wilhelm Berghaus veranlasste Hausdurchsuchung bei den Mitgliedern am 25. August 1846 behindert, wobei gesammeltes Beweismaterial beschlagnahmt wurde. Die von der Kommission vorgenommenen Vernehmungen von etwa 150 Zeugen wurden als Ausübung richterlicher Funktionen ausgelegt.
Raveaux wird am 14. Oktober 1846 fast einstimmig zum Kölner Stadtrat gewählt.

## Engagement beim Karneval
Raveaux gilt als der Begründer des politischen Karnevals. Er plädierte im Karneval für eine „satirische Auseinandersetzung mit aktuellen Ereignissen“. Durch die Gründung der Allgemeinen Carnevalsgesellschaft, die sich 1844 von der vom gehobenen Bürgertum getragenen Kölner Carnevalsgesellschaft abspaltete, öffnete sich der Karneval für eine breitere Bevölkerung. Raveaux war auch als Büttenredner tätig und verfasste kleine Theaterstücke, die in den Sitzungen der Carnevalsgesellschaft aufgeführt wurden. Die Devise seiner Carnevalsgesellschaft lautete „Freiheit und Gleichheit im Narrenthum“, abgeleitet aus dem Wahlspruch der Französischen Revolution Freiheit, Gleichheit, Brüderlichkeit. Dieser hieß im französischen Original „liberté, égalité, fraternité“, und viele Kölner Bürger skandierten im Karneval die Abkürzung „ELF“ als versteckte Kritik an der preußischen Staatsmacht.
Für den 29. Juni 1844 lud Raveaux zu einem karnevalistischen Treffen auf der Rheininsel Nonnenwerth ein, dem etwa 30 rheinische Karnevalsfreunde folgten. Im Vorfeld hatte Raveaux den unpolitischen Charakter des Treffens betont, „da den Rheinländern Politik zuwider“ sei. Doch warnte der Coblenzer Anzeiger: „Es möchten wohl noch andere, dem Karneval ganz fremdartige Gegenstände daselbst zur Sprache kommen.“ Die Polizei hatte durch ihre Maßnahmen eine größere Veranstaltung verhindert. Der Kölner Polizei-Inspector Johann Nikolaus Brend’amour berichtete, dass man das Lied „Hanswoosch hät sich emanzipeet, hä is jitz under mündig!“ (Hanswurst hat sich emanzipiert, er ist jetzt mündig) gesungen habe. Es gelang Raveaux, den Kölner Rosenmontagszug 1845 durch seine Allgemeine Carnevalsgesellschaft ausrichten zu lassen.
Bis zu seinem Tod verfasste Raveaux subversive Karnevalslieder, die er regelmäßig nach Köln schickte, was zu seinem Aufstieg zum Kölner Volkshelden beitrug.

## Politik in der Nationalversammlung

Franz Raveaux in der Nationalversammlung (1848)

Angesteckt durch die Ereignisse in Frankreich, wo am 24. Februar 1848 der französische König Louis-Philippe von Orléans in der Februarrevolution 1848 zur Abdankung gezwungen wird, liegt überall im Rheinland Aufruhr in der Luft, die Obrigkeit reagiert nervös. Die Kölner Arbeiterdemonstration vom 3. März 1848 machte auf die öffentliche Meinung im Rheinland einen tiefen Eindruck. Die spektakulärste Aktion stellte an jenem Tag eine Demonstration von 2.000 bis 5.000 Handwerkern und Arbeitern dar, die von der Kölner Südstadt her vor das Rathaus aufzog. In Planung befand sich die Frankfurter Nationalversammlung, die durch ein Vorparlament vorbereitet werden sollte. Raveaux wurde am 26. März 1848 in Köln zum Mitglied dieses Vorparlaments gewählt und zudem am 13. April 1848 vom Gemeinderat in eine Kommission zur Organisation der neu aufgestellten Kölner Bürgerwehr berufen; hier wird er Chef der zweiten Bürgerkompanie.
Am 18. März 1848 fuhr er mit einer Ratsdelegation nach Berlin und wurde Augenzeuge der blutigen Niederschlagung der Volksbewegung. Vom 18. Mai 1848 bis zum 18. Juni 1849 war er Abgeordneter der Frankfurter Nationalversammlung, zudem bis 17. Mai 1848 Mitglied des Fünfzigerausschusses.

### Der Antrag Raveaux
Der am 22. Mai 1848 in der Frankfurter Nationalversammlung von Raveaux gestellte Antrag warf die Frage auf, ob das Abgeordnetenmandat der Frankfurter Nationalversammlung mit dem Mandat der preußischen Nationalversammlung vereinbar sei – ohne dass man dies in einem Ausschuss zu beraten hatte. Der Wortlaut hieß: „Die Nationalversammlung solle sich dafür aussprechen, daß denjenigen Mitgliedern aus Preußen, welche zugleich für die Nationalversammlung in Frankfurt a. M. und für den preußischen Reichstag gewählt worden seien, freistehe, beide Wahlen anzunehmen“. Eine zuvor erlassene Anordnung der preußischen Regierung lehnte diese Vereinbarkeit ab. Mit dem Antrag wurde bereits in den ersten Verhandlungstagen der Nationalversammlung die Frage nach der legislativen Entscheidungsmacht der Paulskirchenverfassung gestellt: Durfte die Nationalversammlung Entscheidungen der Regierungen der Einzelstaaten anfechten oder gar aufheben?
Ziel des Antrages war es, die Bestimmungen über Verfassungen in den einzelnen Ländern zu redigieren und so in Abhängigkeit von den Grundsätzen, über die in Frankfurt diskutiert wurde, zu bringen. Hiernach sollten die entscheidenden Beschlüsse der Paulskirche vorbehalten bleiben und nicht durch nationale Parlamente durchkreuzt werden können. Als Ergebnis wurde ein Kompromiss erreicht, wonach die Verfassungsgesetzgebung der Nationalversammlung Vorrang vor den Beschlüssen der Einzelstaaten haben sollte, sie aber nicht zwingend außer Kraft setzen musste.
In der Paulskirche war Raveaux Mitglied zahlreicher Kommissionen, im Rumpfparlament wurde er zum Reichskommissar in Baden bestellt. Am 3. August 1848 wird er nach seiner Rückkehr in Köln von der Bevölkerung herzlich empfangen, im September 1848 ging er als Gesandter der Provisorischen Zentralgewalt in die Schweiz.

## Aktivitäten ab 1849
Ab Mai 1849 nahm er aktiv an der Badischen Revolution teil. Er war hierbei Stadtkommandant von Mannheim sowie Zivilkommissar des Oberbefehlshabers der badischen Revolutionstruppen. Zwar wurde Raveaux am 6. Juni 1849 vom Rumpfparlament zu einem der fünf Reichsregenten gewählt (hier war er für das Kriegswesen zuständig), doch musste er nach der Niederlage in der Badischen Revolution noch im Juni 1849 in die Schweiz fliehen. Die Schweizer Behörden wollten den Köpfen des badisch-pfälzischen Bürgerkriegs allerdings kein Asyl gewähren. Schon am 16. Juli 1849 hatte der Schweizer Bundesrat beschlossen, alle politischen und militärischen Anführer auszuweisen. Von den Eidgenossen am 30. Juni 1849 tatsächlich ausgewiesen, wanderte er mit seiner Frau Brigitta zwischen 1849 und 1851 auf der Suche nach Asyl durch Frankreich. Beide erhielten im Oktober 1849 zunächst Exil in Straßburg. Im September 1850 tauchten beide in Nancy auf, am 6. Januar 1851 kommt er in Brüssel an. Hier fand er sein letztes Zuhause in Laeken nahe Brüssel.
Raveaux hat die preußische Konterrevolution als Hochverrat an der ersten deutschen Demokratie verstanden. Doch die Wirklichkeit sah anders aus. Am 22. Juni 1851 wird in Köln in Raveaux’ Abwesenheit ein Steckbrief (Haftbefehl) gegen ihn wegen Komplotts zum Umsturz der bestehenden Regierung erlassen. Der Assisenhof (ein Geschworenengericht) in Köln verurteilte ihn am 8. Juli 1851 wegen „Beteiligung am badischen Aufstand sowie wegen Übernahme der Reichsregentschaft“ in Köln in Abwesenheit zum Tode, worauf er am 11. Juli 1851 auf dem Kölner Alter Markt symbolisch hingerichtet wurde.
Raveaux war auch seinen berühmten dialektischen Zeitgenossen Friedrich Engels und Karl Marx – die zeitweise in Köln lebten – bekannt. Friedrich Engels schrieb in einem Brief vom 6. oder 7. Mai 1851 an Karl Marx: „Dafür eröffnet der große Franz Raveaux in der ‚Kölnischen Zeitung‘ wieder seine Klüngelpolemik mit Herrn Paul Franck und andern Eseln. Er ist wieder reif, in irgendein Nationalnarrenhaus gewählt zu werden und zu sagen: ‚Meine Herren, hück hat die Stadt Köllen ener jroßer Dag erlebt!’“
Am 13. September 1851 verstarb Raveaux in Laeken an Tuberkulose, wo er auch begraben ist. Witwe Brigitta reiste nach der Beerdigung zur Totenmesse am 24. September 1851 nach Köln. Ihr Schwiegervater, Pierre Raveaux, verbrachte dort seine letzten Lebenstage und starb am 17. Oktober 1851. Brigitta Raveaux blieb bis Juli 1852 in ihrer Heimatstadt. Über mehrere Zwischenstationen kehrte sie nach Brüssel zurück, wo sie den Familienfreund Johann Ludwig Ehrstein im August 1853 heiratete.

## Raveaux als Namensgeber
- Köln-Ossendorf: Franz-Raveaux-Str.

## Veröffentlichungen (Auswahl)
- Die Ahr. Behörden, Weinhandlungen, Fabrikanten, Winzern, Producenten und Consumenten gewidmet. Köln 1844. Landesbibliothek Koblenz.
- Die Kölner Ereignisse vom 3. und 4. August nebst ihren Folgen. Zeiler, Mannheim 1846. Google.
- Wahl-Angelegenheit: einige Reden unsers Abgeordneten in Frankfurt am Main, welche dem Redakteur der Kölnischen Zeitung wahrscheinlich nicht genug Interesse darboten, um sie uns Kölnern mitzutheilen. Köln 1848. Digitalisat.
- Die verfassungsgebende deutsche Nationalversammlung hat im Artikel II des Gesetzes vom 6. d. M. ,betreffend die Erwählung einer Regentschaft, die Bestimmung getroffen, daß die Wirksamkeit der provisorischen Central-Gewalt mit dem Augenblick… Die deutsche Reichs-Regentschaft, 1849.
- Mittheilungen über die Badische Revolution. Literarische Anstalt (J. Rütten). Frankfurt am Main 1850. Google.